# 米刺
米刺（こめさし）は、米俵に突き刺し、米を抜き出し、その品質を検査するのに用いられる、タケ製の筒。米俵に突き刺しやすいように、その先端は斜めに切られている。たんに「さし」ともいう。『米差』と書かれる場合がある。

## 概要
抜き出された少量の米穀は、「刺米」という。
刺米は検査後、当然、米俵に戻されるべきものである。
江戸時代、大坂、堂島では、仲仕が「米性検分」の名をかりて刺米を取り、じぶんたちの労賃として取得した。
これは労賃であるために、搗米屋によって黙許され、米 10 石につき刺米 5 升で小売値段は見積もられていたが、のちにより太い米刺が製され、巧妙に抜き取られたために、刺米高が 2 倍になり、小売値段が高騰したことがある。
このために町奉行の阿部正蔵は文政3年、仲仕以下の労賃を定めて、別途、買手から支払われることとし、米方年行司に命じて蔵出ごとに仲仕の取締を命じた。
この種の弊害については、中井竹山が『草芽危言』十　において仲仕の不法を論難している。

## 参考
- goo辞書 - こめ‐さし【米刺（し）／米差（し）】